# Joseph Medes Ferris
Joseph Medes Ferris (1885-1936), est un agriculteur espagnol, membre de l'Action catholique, assassiné durant la guerre d'Espagne pour avoir donné asile à des religieux en fuite.
Il est béatifié avec d'autres martyrs de la guerre d'Espagne en 2001 par le pape Jean-Paul II.

## Biographie
Joseph Ramón Medes Ferrís est né le 13 janvier 1885 à Algemesí, près de Valence en Espagne. Il est baptisé le jour même de sa naissance dans l'église paroissiale dédiée à saint Jacques. Fils d'agriculteur, il devient agriculteur à son tour et se marie le 29 janvier 1913 avec Marie de la Purification Esteve Martínez. Il est membre de l'« Union catholique agricole », et rejoint l'Action catholique et s'investit dans le catéchisme pour les enfants,. Le couple n'a pas d'enfant. Joseph entre dans le Tiers-Ordre carmélite.
Au début de la guerre civile, il donne asile à deux frères carmes déchaussés et une religieuse cistercienne en fuite. En famille, ils prient tous le chapelet. Mais ils sont dénoncés par des voisins, et la milice intervient : les religieux sont arrêtés et emprisonnés le 7 novembre 1936. La milice revient l'arrêter le lendemain et le mène dans la même prison : le couvent cistercien de Fons Salutis. Dans la nuit du 11 au 12 novembre, il est assassiné en même temps que les religieux, à Alcudia de Carnet. Au moment de son exécution, il crie : « Vive le Christ-Roi ! Vive le Sacré-Cœur de Jésus ! », faisant le lien et s'unissant aux cristeros mexicains,,.

## Béatification et mémoire
Il est béatifié par le pape Jean-Paul II le 11 mars 2001, en même temps que 232 autres martyrs de la guerre d'Espagne.
Sa mémoire est célébrée dans l’Église catholique le 12 novembre.